# Pterygellus spiculosus
Pterygellus spiculosus är en svampart som beskrevs av Corner 1966. Pterygellus spiculosus ingår i släktet Pterygellus och familjen kantareller.   Inga underarter finns listade i Catalogue of Life.